# Bryum bornholmense
Bryum bornholmense là một loài Rêu trong họ Bryaceae. Loài này được Wink. & R. Ruthe mô tả khoa học đầu tiên năm 1899.